# Dasychira willingi
Dasychira willingi är en fjärilsart som beskrevs av Barnes och Mcdunnough 1913. Dasychira willingi ingår i släktet Dasychira och familjen tofsspinnare. Inga underarter finns listade i Catalogue of Life.